# Paweł Wiesiołek
Paweł Wiesiołek (* 13. August 1991 in Wyszków) ist ein polnischer Leichtathlet, der in den Mehrkämpfen an den Start geht.

## Sportliche Laufbahn

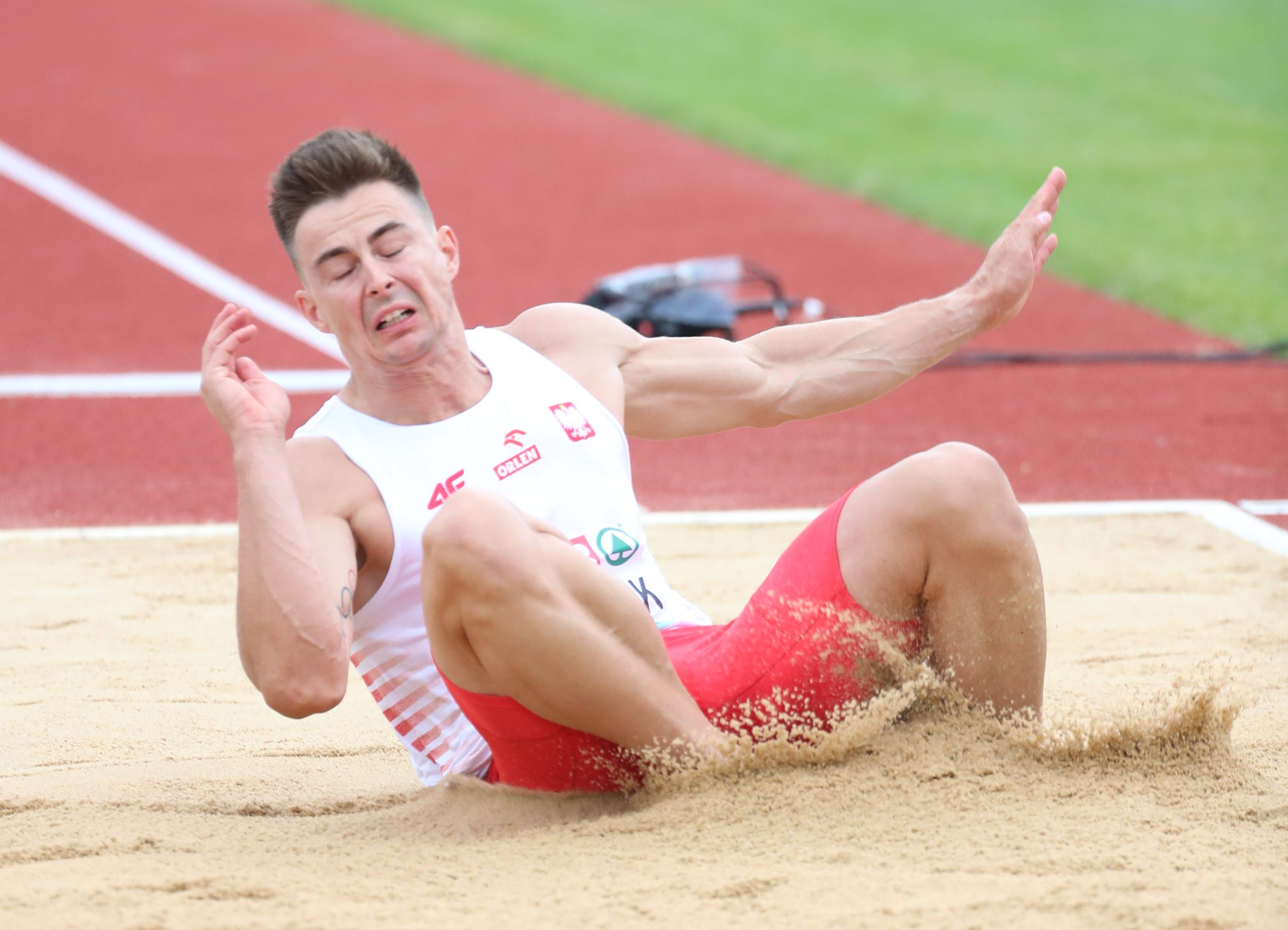
Wiesiołek bei den European Championships 2022 in München

Paweł Wiesiołek tritt seit 2011 in Mehrkampfwettkämpfen an. Damals belegte er den sechsten Platz im Siebenkampf bei den Polnischen Meisterschaften. Später in der Freiluft wurde er Fünfter bei den Polnischen Meisterschaften im Zehnkampf und konnte zudem die Goldmedaille bei den U23-Meisterschaften gewinnen. Ein Jahr darauf siegte er sowohl in der Halle, als auch in der Freiluft bei den Polnischen Mehrkampfmeisterschaften. 2013 wurde er erneut Polnischer Hallenmeister und trat später im Juli bei den U23-Europameisterschaften in Tampere an, bei denen er mit 7547 Punkten den zehnten Platz belegte. Damit blieb er rund 200 Punkt hinter seiner aufgestellten Bestleistung aus dem Mai zurück. 2015 siegte Wiesiołek im Februar erneut bei den Polnischen Hallenmeisterschaften. Einen Monat später trat er bei den Halleneuropameisterschaften in Prag zu seinen ersten internationalen Meisterschaften bei den Erwachsenen an. Den Wettkampf musste er schließlich vor dem abschließenden 1000-Meter-Lauf abbrechen. Im Mai übertraf er beim Mehrkampf-Meeting Götzis erstmals die Marke von 8000 Punkten in einem Zehnkampf und erfüllte damit auch die Qualifikation für die Weltmeisterschaften in Peking. Dort blieb er allerdings rund 300 Punkte hinter seiner Bestleistung von 8140 zurück und belegte am Ende den 17. Platz.
2016 übertraf er erneut die Marke von 8000 Punkten und qualifizierte sich damit für die Olympischen Sommerspiele in Rio de Janeiro. Zuvor trat er im Juli bei den Europameisterschaften in Amsterdam an. Den Zehnkampf dort brach er nach der dritten Disziplin ab, nachdem er im Kugelstoßen ohne gültigen Versuch blieb. Später bei den Olympischen Spielen blieb er wie ein Jahr zuvor bei den Weltmeisterschaften hinter seinen Saisonbestleistung zurück und beendete den Zehnkampf schließlich auf dem 21. Platz. Zwei Jahre später trat er im Zehnkampf der Europameisterschaften in Berlin an, den er auf dem 13. Platz beendete. 2019 stellte Wiesiołek bei seinem Sieg bei den Polnischen Meisterschaften eine neue Bestmarke von 8204 Punkten auf und qualifizierte sich damit für die Weltmeisterschaften in Doha. Den Wettkampf beendete er mit 8064 Punkten auf dem zwölften Platz. Anfang März 2021 trat er in der Heimat bei den Halleneuropameisterschaften an. Dort verbesserte er sich im Siebenkampf auf 6133 Punkte und stellte mit dem Gewinn der Bronzemedaille seinen bislang größten sportlichen Erfolg auf.
Ende Juni siegte Wiesiołek bei den Polnischen Meisterschaften in Warschau und konnte sich durch Verbesserungen in drei Teildisziplinen auf die neue Bestpunktzahl von 8333 Punkten steigern. Damit war er zum zweiten Mal nach 2016 für die Olympischen Sommerspiele qualifiziert. In Tokio kam er allerdings nicht an sein Leistungspotential heran, konnte sich nur im 400-Meter-Lauf leicht verbessern und belegte am Ende mit 8176 Punkten den 12. Platz. 2022 startete er im August bei den Europameisterschaften in München, musste den Wettkampf allerdings vor der vorletzten Disziplin, dem Speerwurf, abbrechen.

## Wichtige Wettbewerbe
| Jahr              | Veranstaltung               | Ort               | Platz             | Disziplin         | Punktzahl         |
| Startet für Polen | Startet für Polen           | Startet für Polen | Startet für Polen | Startet für Polen | Startet für Polen |
| ----------------- | --------------------------- | ----------------- | ----------------- | ----------------- | ----------------- |
| 2013              | U23-Europameisterschaften   | Tampere           | 10.               | Zehnkampf         | 7547 Punkte       |
| 2015              | Halleneuropameisterschaften | Prag              |                   | Siebenkampf       | DNF               |
| 2015              | Weltmeisterschaften         | Peking            | 17.               | Zehnkampf         | 7705 Punkte       |
| 2016              | Europameisterschaften       | Amsterdam         |                   | Zehnkampf         | DNF               |
| 2016              | Olympische Sommerspiele     | Rio de Janeiro    | 21.               | Zehnkampf         | 7784 Punkte       |
| 2018              | Europameisterschaften       | Berlin            | 13.               | Zehnkampf         | 7696 Punkte       |
| 2019              | Weltmeisterschaften         | Doha              | 12.               | Zehnkampf         | 8064 Punkte       |
| 2021              | Halleneuropameisterschaften | Toruń             | 3.                | Siebenkampf       | 6133 Punkte       |
| 2021              | Olympische Sommerspiele     | Tokio             | 12.               | Zehnkampf         | 8176 Punkte       |
| 2022              | Europameisterschaften       | München           |                   | Zehnkampf         | DNF               |

## Persönliche Bestleistungen
Freiluft:
- 100 Meter: 10,74 s, 4. Juni 2016, Warschau
- Weitsprung: 7,68 m, 26. Juni 2021, Warschau
- Kugelstoßen: 15,26 m, 2. Oktober 2019, Doha
- Hochsprung: 2,12 m, 27. Mai 2017, Götzis
- 400 m: 48,24 s, 4. August 2021, Tokio
- 110 m Hürden: 14,28 s, 20. Mai 2017, Warschau
- Diskuswurf: 50,30 m, 19. Mai 2019, Warschau
- Stabhochsprung: 5,91 m, 3. Juli 2021, Sopot
- Speerwurf: 61,36 m, 26. Juli 2015, Warschau
- 1500 m: 4:27,92 min, 27. Juni 2021, Warschau
- Zehnkampf: 8333 Punkte, 27. Juni 2021, Warschau

Halle
- 60 m: 6,94 s, 18. Januar 2021, Toruń
- Weitsprung: 7,63 m, 7. März 2015, Prag
- Kugelstoßen: 15,63 m, 20. Februar 2021, Toruń
- Hochsprung: 2,07 m, 16. Februar 2013, Spała
- 60 m Hürden: 8,10 s, 1. Februar 2015, Spała
- Stabhochsprung: 5,20 m, 7. März 2021, Toruń
- 1000 m: 2:41,39 min, 1. Februar 2015, Spała
- Siebenkampf: 6133 Punkte, 7. März 2021, Toruń